# Копылов, Роман Юрьевич
Рома́н Ю́рьевич Копыло́в (род. 4 мая 1992, Щебзавод, Кемеровская область) — российский боец смешанных единоборств, представитель средней весовой категории. Выступает на профессиональном уровне с 2016 года, известен по участию в турнирах Fight Nights Global и UFC. Бывший чемпион Fight Nights Global. Занимает 15 строчку официального рейтинга UFC в среднем весе.

## Биография
Родился в посёлке Щебзавод в Кемеровской области. После переезда семьи в другой посёлок — Бачатский, начал заниматься в секции рукопашного боя под руководством Юрия Анатольевича Марченко.

## Любительская карьера
В 2010 году стал призёром чемпионата России в Курске, серебряным призёром VII Спартакиады Общества «Динамо» в Волгограде и бронзовым призёром первенства России в Костроме.
Спустя год занял первое место на первом чемпионате мира в Москве, стал победителем первенства СФО в Барнауле, чемпионом Азии в казахстанском Актобе, победителем первенства России в Орле, чемпионом России в Санкт-Петербурге и серебряным призером Кубка России в Москве.
В 2012 году стал уже обладателем Кубка России в Москве, чемпионом лично-командного чемпионата МВД России в Саратове и вновь чемпионом России в Санкт-Петербурге.
Еще через год вновь занял первое место на чемпионате мира в Москве, стал победителем лично-командного чемпионата Всероссийского физкультурно-спортивного Общества «Динамо» в Уфе и бронзовым призёром чемпионата МВД России в Екатеринбурге.
Стал чемпионом России в Нальчике и чемпионом Европы в Праге в 2014 году.
Роман спустя год в третий раз стал чемпионом мира в категории до 90 кг в Москве, но в 2017 году занял второе место там же в Москве, проиграв казахстанскому спортсмену Олжасу Абзалиеву.

## Карьера в смешанных единоборствах
1 апреля 2016 года провёл свой первый поединок в профессиональной карьере — победил решением судей Фелипе Нсуе из Экваториальной Гвинеи и стал чемпионом организации Всемирной ассоциации боевой самообороны.
21 августа 2016 года на VII Международном турнире по профессиональному боевому самбо «Плотформа S-70» победил в полутяжёлом весе нокаутом бразильца Хосе Сантоса.
26 ноября 2016 года в Ростове-на-Дону на турнире промоутерской компании Absolute Championship Berkut встретился с россиянином Исламом Гуговым, одержав победу нокаутом во втором раунде.

### Fight Nights
На турнире Fight Nights Global 59, состоявшимся 23 февраля 2017 года в Баскетбольном центре г. Химки, Роман победил техническим нокаутом Артёма Шокало.
30 июня 2017 года на турнире Fight Nights Global 69 победил техническим нокаутом американца Джейкоба Ортиса.
8 августа 2016 года на VIII Международном турнире по профессиональному боевому самбо «Плотформа S-70» выиграл нокаутом бразильца Луиса Густаво Дутра да Сильву.
30 марта 2018 года было запланировано участие Романа Копылова в турнире Fight Nights Global 85, где он встретился с российским самбистом Абусупьяном Алихановым и одержал победу техническим нокаутом, завоевав чемпионский пояс в среднем весе и окончательно укрепился в качестве одного из главных проспектов промоушена.
27 декабря 2018 года Роман защищал титул в бою против швейцарца Ясуби Эномото. В четвертом раунде россиянин нокаутировал соперника и успешно защитил свой титул.

### Ultimate Fighting Championship
22 февраля 2019 года подписал контракт на 4 боя с UFC.
20 апреля 2019 года на турнире UFC Fight Night: Оверим vs. Олейник в Санкт-Петербурге должен был дебютировать против поляка Кшиштофа Йотко, но Копылов выбыл из поединка из-за повреждения капсульно-связочного аппарата плечевого сустава.
9 ноября 2019 года все же провел первый бой в рамках UFC на еще одном турнире в России — UFC Fight Night: Забит vs. Каттар в Москве. Роман проиграл в 3 раунде удушением сзади американцу Карлу Роберсону.
28 марта 2020 года Копылов должен был заменить Пунаэле Сориано в бою против Эрика Спайсли на UFC on ESPN: Нганну vs. Розенстрайк, однако проведение турнира было отложено из-за пандемии COVID-19 и позже бой был отменен.
4 октября 2020 года на турнире UFC on ESPN: Холм vs. Альдана в Абу-Даби должен был встретиться с британцем Томом Бризом, но по прибытии в ОАЭ он сдал положительный тест на коронавирус и ему пришлось изолироваться на 3 недели.
31 июля 2021 года на турнире UFC on ESPN: Холл vs. Стрикленд ему должен был противостоять Сэм Алви, но Копылов не смог прибыть в США из-за проблем с визой.
30 октября 2021 года на UFC 267 в Абу-Даби заменил итальянца Алессио Ди Кирико. Другой россиянин Альберт Дураев победил Романа единогласным решением судей (30-27, 29-27, 29-27).
23 апреля 2022 года на турнире UFC Fight Night: Лемус vs. Андради должен был побиться с Джорданом Райтом, но Копылов снялся по медицинским причинам и его заменил Марк-Андре Баррио.
3 сентября 2022 года на турнире UFC Fight Night: Ган vs. Туиваса в Париже — первом во Франции — нокаутировал в 3 раунде вышеупомянутого итальянца Алессио Ди Кирико.
14 января 2023 года на турнире UFC Fight Night: Стрикленд vs. Имавов встретился с еще одним вышеупомянутым бойцом — Пунаэле Сориано. Копылов нанес ему технический нокаут во 2 раунде и впервые получил бонус за «Выступление вечера».
27 января 2023 года подписал новый контракт с организацией еще на 4 боя, но уже на улучшенных условиях.
29 июля 2023 года на UFC 291 ему противостоял Клаудио Рибейро. Уроженец Сибири нокаутировал бразильца ударом ногой в голову в самом начале 2 раунда.
16 сентября 2023 года на Noche UFC: Грассо vs. Шевченко 2 Копылову противостоял Джош Фремд, где сибиряк одержал победу нокаутом в конце второго раунда

## Титулы и достижения
- Ultimate Fighting Championship
  - Бонус «Выступление вечера» (дважды) против Пунаэле Сориано и Джоша Фремда
  - Бонус «Лучший бой вечера» (один раз) против Криса Кёртиса

- AMC Fight Nights Global
  -  Чемпион (AMC FN) в среднем весе (один раз)

## Статистика в профессиональном ММА
| Боёв 18  | Побед 14 | Поражений 4 |
| -------- | -------- | ----------- |
| Нокаутом | 12       | 0           |
| Сдачей   | 0        | 2           |
| Решением | 2        | 2           |

| Результат | Рекорд | Соперник           | Способ                               | Турнир                                        | Дата             | Раунд | Время | Место                       | Примечание                                               |
| --------- | ------ | ------------------ | ------------------------------------ | --------------------------------------------- | ---------------- | ----- | ----- | --------------------------- | -------------------------------------------------------- |
| Поражение | 14-4   | Пауло Коста        | Единогласное решение                 | UFC 318                                       | 19 июля 2025     | 3     | 5:00  | Новый Орлеан, Луизиана, США |                                                          |
| Победа    | 14-3   | Крис Кёртис        | TKO (хай-кик)                        | UFC Fight Night: Дёрн vs. Рибас 2             | 11 января 2025   | 3     | 4:59  | Лас-Вегас, Невада, США      | «Лучший бой вечера» (1)                                  |
| Победа    | 13-3   | Сезар Алмейда      | Раздельное решение                   | UFC 302                                       | 1 июня 2024      | 3     | 5:00  | Ньюарк, Нью-Джерси, США     |                                                          |
| Поражение | 12-3   | Энтони Эрнандес    | Сдача (удушение сзади)               | UFC 298                                       | 17 февраля 2024  | 2     | 3:23  | Анахайм, Калифорния, США    |                                                          |
| Победа    | 12-2   | Джош Фремд         | KO (удар по печени)                  | Noche UFC: Грассо vs. Шевченко 2              | 16 сентября 2023 | 2     | 4:44  | Лас-Вегас, Невада, США      | «Выступление вечера» (2)                                 |
| Победа    | 11-2   | Клаудио Рибейро    | KO (удар ногой в голову)             | UFC 291                                       | 29 июля 2023     | 2     | 0:33  | Солт-Лейк-Сити, Юта, США    |                                                          |
| Победа    | 10-2   | Пунахэле Сориано   | TKO (удары в корпус и добивание)     | UFC Fight Night: Стрикленд vs. Имавов         | 14 января 2023   | 2     | 3:19  | Лас-Вегас, Невада, США      | «Выступление вечера» (1)                                 |
| Победа    | 9-2    | Алессио ди Кирико  | KO (удары)                           | UFC Fight Night: Ган vs. Туиваса              | 3 сентября 2022  | 3     | 1:09  | Париж, Франция              |                                                          |
| Поражение | 8-2    | Альберт Дураев     | Единогласное решение                 | UFC 267                                       | 30 октября 2021  | 3     | 5:00  | Абу-Даби, ОАЭ               |                                                          |
| Поражение | 8-1    | Карл Роберсон      | Сдача (удушение сзади)               | UFC Fight Night: Забит vs. Каттар             | 9 ноября 2019    | 3     | 4:01  | Москва, Россия              | Копылова лишили 1 балла в 3 раунде за тычок в глаз       |
| Победа    | 8-0    | Ясуби Эномото      | KO (удар в корпус)                   | Fight Nights Global 91                        | 27 декабря 2018  | 4     | 3:39  | Москва, Россия              | Защитил (1) титул чемпиона FNG в среднем весе            |
| Победа    | 7-0    | Абусупьян Алиханов | TKO (остановка углом)                | Fight Nights Global 85                        | 30 марта 2018    | 4     | 5:00  | Москва, Россия              | Завоевал титул чемпиона FNG в среднем весе               |
| Победа    | 6-0    | Луис Густаво       | KO (удар)                            | League S-70 — Восьмой турнир «Плотформа S-70» | 8 августа 2017   | 1     | 3:15  | Сочи, Россия                |                                                          |
| Победа    | 5-0    | Коби Ортис         | TKO (остановка углом)                | Fight Nights Global 69                        | 30 июня 2017     | 2     | 5:00  | Новосибирск, Россия         |                                                          |
| Победа    | 4-0    | Артём Шокало       | TKO (удары)                          | Fight Nights Global 59                        | 23 февраля 2017  | 3     | 4:11  | Химки, Россия               | Возвращение в средний вес                                |
| Победа    | 3-0    | Ислам Гугов        | KO (удар ногой с разворота в корпус) | ACB 49 «Ростовская сечь»                      | 26 ноября 2016   | 2     | 3:57  | Ростов-на-Дону, Россия      | Бой в промежуточном весе 86,18 кг.                       |
| Победа    | 2-0    | Хосе Сантос        | KO (удар)                            | League S-70 — Седьмой турнир «Плотформа S-70» | 21 августа 2016  | 3     | 4:52  | Сочи, Россия                | Дебют в полутяжёлом весе                                 |
| Победа    | 1-0    | Фелипе Нсуе        | Единогласное решение                 | WCSA Combat League Combat Ring 18: X-Fight    | 1 апреля 2016    | 3     | 5:00  | Уфа, Россия                 | Дебют в ММА. Завоевал титул чемпиона WCSA в среднем весе |